# Ministerio de Industria y Minería (1981)
El Ministerio de Industria y Minería fue una cartera del Poder Ejecutivo Nacional de Argentina. Funcionó entre marzo y diciembre de 1981, durante el breve gobierno de facto del teniente general Viola.

## Ministerio
Fue creado el 29 de marzo de 1981 por Decreto N.º 42 del presidente de facto Viola (sucesor de Videla). Estaba compuesto por tres subsecretarías: Desarrollo Industrial; Minería; y Técnica y de Coordinación Administrativa.
El primer funcionario en desempeñar la titularidad fue Eduardo Oxenford, designado el mismo 29 de marzo. Éste renunciaría el 21 de agosto de 1981. Interinamente se hizo cargo el ministro de Obras y Servicios Públicos, general de división Diego Urricariet. El 24 de agosto, se designó ministro a Livio Kühl, quien sería el último titular de la cartera.

## Secretaría
El 22 de diciembre de 1981, Galtieri (nuevo presidente) modificó el gabinete y redujo el departamento de Industria y Minería a secretaría del Ministerio de Economía.
Por Decreto N.º 15 del 10 de diciembre de 1983, el presidente Alfonsín creó las Secretarías de Industria y de Minería (ambas del Ministerio de Economía) sustituyendo de hecho la secretaría vigente desde 1981.